# Пономарёв, Александр Семёнович
Алекса́ндр Семёнович Пономарёв (укр. Олександр Семенович Пономарьов; 23 апреля 1918, село Корсунь, Донецко-Криворожская республика — 7 июня 1973, Москва, СССР) — советский футболист и футбольный тренер. Заслуженный мастер спорта СССР (1946). Заслуженный тренер СССР (1964). Заслуженный тренер УССР (1961).

## Биография
Начал играть в 1933 году в Горловке в юношеской команде «Динамо».
В 1936 году (по июнь) играл в команде «Угольщики» (Горловка). В июле того же года перешёл в «Дзержинец-СТЗ» (Сталинград), принял участие в 7 из 8 официальных матчей и забил как минимум 7 из 13 голов команды.
В октябре 1936 провел две игры за «Спартак» Харьков. Однако не смог найти общий язык с тренером Николаем Кротовым и вскоре покинул команду.
В начале 1937 вернулся в Сталинград, где продолжил выступления за «Трактор». Вместе с Пономарёвым клуб поднялся из первой лиги в высшую.
В высшей лиге Пономарёв дебютировал 13 мая 1938 года в матче «Локомотив» (Тбилиси) — «Трактор». Игра закончилась вничью 1:1, а Пономарёв стал автором единственного мяча в составе гостей.
По итогам сезона 1938 Пономарёв стал лучшим бомбардиром в лиге с 19 мячами, разделив первенство с Макаром Гончаренко. Способствовал раскрытию бомбардирского таланта Пономарёва удачный шаг нового тренера «Трактора» Юрия Ходотова, который перевёл Пономарёва в 1938 году с места инсайда в центр линии нападения.
В 1939 году «Трактор» начал использовать игровое построение «дубль-ве», благодаря чему стал грозой ведущих клубов страны. Так, в 1-м круге чемпионата 1939 года в домашней игре 1 июля сталинградцы победили чемпионов страны — футболистов московского «Спартака» — со счётом 3:1. Автором 2-х мячей стал Пономарёв. Благодаря этой победе «Трактор» догнал по очкам «Спартак» и делил с ним 1-е место в турнирной таблице.
Однако уже следующие 2 календарные игры «Трактор» проиграл — сталинскому «Стахановцу» 2:4 и ленинградскому «Сталинцу» 1:7. Причиной стал «перевод» ведущих игроков «Трактора» в столичные команды — Пономарёва в московское «Динамо» и Василия Проворнова в ЦДКА. Против данного самоуправства со стороны столичных клубов выступили Сталинградская партийная организация и ряд общественных организаций, обратившиеся за помощью в ЦК ВКП(б). В результате уже 28 июля 1939 на заседании Политбюро ЦК ВКП(б) под председательством И. Сталина было принято решение о недопустимости данных своевольных решений, об отмене призыва футболистов «Трактора» в ряды РККА и о переигровке матчей «Трактор» — «Стахановец» и «Сталинец» — «Трактор».
По итогам 1-го круга, имея 2 игры в запасе, «Трактор» занял 3-е место в лиге с 17 очками, уступая 3 очка лидеру — московскому «Спартаку». Второй круг у сталинградцев был менее успешен, однако по итогам сезона команда показала наилучший результат за всю историю своих выступлений в высшей лиге — 4-е место.
В 1941 году секретариат ВЦСПС решил сконцентрировать всех лучших футболистов профсоюзных команд в две базирующиеся в Москве сборные, получившие название «Профсоюзы-1» и «Профсоюзы-2», которые и были заявлены в высшую лигу. Одновременно ликвидировались столичные профсоюзные клубы «Локомотив», «Торпедо», «Крылья Советов» и «Металлург». В команду «Профсоюзы-1» перевели также трёх футболистов сталинградского «Трактора», включая Пономарёва. В новой команде он играл вплоть до начала Великой Отечественной войны.
С июля 1941 — в составе московского «Торпедо». В 1945 вместе с клубом завоевал бронзу чемпионата СССР, а в 1946 году с 18 мячами стал лучшим бомбардиром чемпионата.
В 1948 году вошёл в список 33 лучших футболистов сезона в СССР — под № 1 на позиции центрфорварда.
В 1949 году помог клубу (будучи уже капитаном автозаводцев) стать обладателем Кубка СССР. В том же году установил клубный рекорд результативности «Торпедо» за один сезон — 23 мяча.
В 1951 вернулся на Украину, где 2 года играл за «Шахтёр» (Сталино), был капитаном команды.

### Игровая характеристика
Физически крепкий, смелый, нацеленный на ворота соперников форвард таранного типа. Твёрдо стоял на ногах в силовых единоборствах, мгновенно реагировал на ошибки защитников и вратарей. Обладал резким, скоростным рывком и мощными ударами с обеих ног, часто использовал удар с носка.
В анкете газеты «Советский спорт» так характеризовал свой любимый удар по мячу: «Следует подача справа — вперёд, по диагонали. Находясь в полоборота к воротам, бью по летящему мячу».

## Тренерская деятельность
В 1951 году окончил школу тренеров при ГЦОЛИФК.
В сентябре 1952 года, после отстранения от должности старшего тренера Константина Квашнина, был назначен исполняющим обязанности старшего тренера «Шахтёра» (Сталино). С 1953 — старший тренер «Шахтёра». В данной должности работал по июнь 1956 года.
В 1957—1958 годах был тренером юношеской сборной СССР.
В 1960—1961 годах возглавлял харьковский «Авангард». При Пономарёве харьковский клуб показал свой лучший результат в чемпионатах СССР — 6-е место в 1961 году.
После этого успеха в 1962 году был приглашён в московское «Динамо», которое в предыдущем сезоне заняло лишь 11-е место. Первым шагом Пономарёва на новом посту стало резкое увеличение объёма тренировочной работы и выстраивание игры по схеме 4-2-4. Пономарёв личными качествами сумел сплотить игроков, и уже в 1963 году клуб стал чемпионом страны по футболу. Этот успех стал вершиной тренерских достижений Пономарёва на клубном уровне. Тренером «Динамо» был до мая 1965 года.
С июня 1965 — тренер школы «Динамо» (Москва).
В 1966 году первым из советских тренеров уехал работать по контракту в западный клуб — в финский «Упон Палло» из города Лахти. В Финляндии отработал три сезона.
Вернувшись в 1969 в СССР, возглавил ереванский «Арарат», с которым работал до окончания сезона 1970 года.
В 1971 году стал старшим тренером олимпийской сборной СССР, в 1972 году работал старшим тренером первой сборной СССР. Под его руководством сборная СССР стала вторым призёром чемпионата Европы 1972 года и третьим призёром футбольного турнира Олимпийских игр 1972 года в Мюнхене.
Один из авторов книги «Тренеры рассказывают» (1975).
Похоронен на Ваганьковском кладбище (43 уч.).

## Достижения

### В качестве игрока
- Обладатель Кубка СССР: 1949
- Бронзовый призёр Чемпионатов СССР: 1945 (в составе «Торпедо»), 1951 (в составе «Шахтёра»)

### В качестве тренера
- Чемпион СССР: 1963 (присвоено звание «Заслуженный тренер СССР»
- Бронзовый призёр Олимпийских игр: 1972
- Вице-чемпион Европы: 1972

### Личные
- Лучший бомбардир чемпионата СССР: 1938 (19 мячей), 1946 (19 мячей)
- Лучший бомбардир розыгрышей Кубка СССР: (34 гола)[10]
- 3-й бомбардир московского «Торпедо» в чемпионатах СССР: (83 гола)[11]
- Член клуба бомбардиров имени Григория Федотова (168 забитых мячей)
- Член клуба Олега Блохина: (184 забитых мяча)[12]
- В список 33 лучших футболистов сезона в СССР входил 3 раза — 1948 (№ 1), 1949 и 1951 (№ 2)
- Десять раз забивал три мяча в одной игре «Трактор» (3), «Торпедо» (6), «Шахтер»

## Награды
- Медаль «За трудовую доблесть» (27.04.1957) — «за успехи, достигнутые в деле развития массового физкультурного движения в стране, повышения мастерства советских спортсменов, и успешное выступление на международных соревнованиях»

### Статистика выступлений
| Клуб                       | Сезон            | Чемпионат | Чемпионат | Кубок | Кубок  | Прочие | Прочие | Всего | Всего  |
| Клуб                       | Сезон            | Матчи     | Голы      | Матчи | Голы   | Матчи  | Голы   | Матчи | Голы   |
| -------------------------- | ---------------- | --------- | --------- | ----- | ------ | ------ | ------ | ----- | ------ |
| Угольщики (Горловка)       | 1936 (в)         | 1         | 1         | -     | -      | -      | -      | 1     | 1      |
| Дзержинец-СТЗ (Сталинград) | 1936 (ос)        | 4         | 3?        | 3     | 5      | -      | -      | 7     | 8?     |
| Спартак (Харьков)          | 1936 (ос)        | 2         | 0         | -     | -      | -      | -      | 2     | 0      |
| Трактор (Сталинград)       | 1937             | 11        | 9         | 2     | 7-10?  | -      | -      | 13    | 16-19? |
| Трактор (Сталинград)       | 1938             | 24        | 19        | -     | -      | -      | -      | 24    | 19     |
| Трактор (Сталинград)       | 1939             | 25        | 10        | 1     | 0      | -      | -      | 26    | 10     |
| Трактор (Сталинград)       | 1940             | 23        | 14        | -     | -      | -      | -      | 23    | 14     |
| Профсоюзы-1                | 1941             | 9         | 2         | -     | -      | -      | -      | 9     | 2      |
| Торпедо                    | 1944             | 0         | 0         | 3     | 2      | -      | -      | 3     | 2      |
| Торпедо                    | 1945             | 18        | 7         | 2     | 1      | 4      | 6      | 24    | 14     |
| Торпедо                    | 1946             | 21        | 18        | 3     | 2      | 2      | 4      | 26    | 24     |
| Торпедо                    | 1947             | 18        | 7         | 4     | 3      | 3      | 7      | 25    | 17     |
| Торпедо                    | 1948             | 26        | 19        | 3     | 5      | -      | -      | 29    | 24     |
| Торпедо                    | 1949             | 30        | 23        | 5     | 2      | ?      | ?      | 35    | 25     |
| Торпедо                    | 1950             | 20        | 9         | 2     | 1      | -      | -      | 22    | 10     |
| Шахтёр (Сталино)           | 1951             | 28        | 15        | 5     | 2      | 6      | 3      | 34    | 17     |
| Шахтёр (Сталино)           | 1952             | 10        | 4         | 1     | 0      | -      | -      | 11    | 4      |
| Всего за карьеру           | Всего за карьеру | 270       | 160?      | 34    | 30-33? | 15     | 20     | 319   | 213?   |

- Прочие — международные товарищеские встречи

Кроме того, Пономарёв участвовал в ряде, которые позже, по разным причинам, были аннулированы:
- 12.07.1940, чемпионат СССР, «Локомотив» (Тб) — «Трактор» 0:1, автор единственного мяча в игре
- 14.05.1948, чемпионат СССР, «Локомотив» (Хар) — «Торпедо» (М) 1:1, автор единственного мяча «Торпедо»
- 05.10.1948, Кубок СССР, 1/4 финала, ЦДКА — «Торпедо» (М) 4:2, автор одного из мячей «Торпедо»

## Семья
Жена — Тамара Генриховна, дочери Ирина и Наталья.
Младший брат Виктор (род. 1924) также был футболистом, играл за ВВС и «Торпедо» (Москва). Погиб в 1972 году.

## Киновоплощения
- Виталий Хаев — «Лев Яшин. Вратарь моей мечты», 2019 год.

## Память
- 13 июня 2018 года к 100-летию со дня рождения состоялось торжественное открытие мемориальной доски Александру Пономарёву. Она установлена на доме по адресу: Москва, 2-я Песчаная улица, д. 2 к. 4, где он прожил более 20 лет.
- 21 июля 2019 года трибунам «ВТБ-Арены» были присвоены имена легендарных тренеров «Динамо». Трибуна А названа в честь А. Пономарёва.